# Karl Haffer
Karl Haffer (ur. 2 października 1912) – rumuński piłkarz ręczny. Uczestnik Igrzysk Olimpijskich w 1936 w Berlinie. Na igrzyskach zagrał we wszystkich meczach reprezentacji Rumunii.
Jego brat Fritz również grał w tym samym turnieju.